# 摆渡镇
摆渡镇是中国黑龙江省哈尔滨市宾县下辖的一个镇，位于县境东北部。